# Gyttorp
Gyttorp è un'area urbana della Svezia situata nel comune di Nora, contea di Halland.
La popolazione rilevata nel censimento 2010 era di 661 abitanti .